# Assedio di Aleppo
L'assedio di Aleppo ebbe luogo fra il luglio e l'ottobre del 637, dopo la battaglia dello Yarmuk.

## Antefatto
Dopo la decisiva campagna militare dello Yarmuk, i musulmani marciarono a nord della Siria, dopo la conquista di molte piccole e grandi città. Abū ʿUbayda b. al-Jarrāh e Khālid b. al-Walīd si riunirono a Qinnasrin e l'esercito arabo marciò su Aleppo, munita di una forte guarnigione bizantina, comandata da un generale di nome Gioacchino ( يواخيم, Yuwākhīm ). Aleppo era una grande città cinta di mura e aveva una piccola ma praticamente inespugnabile fortezza, al di fuori della città e in cima ad una collina, a poco più di un quarto di miglio dalla città, circondata da un ampio fossato.

## L'assedio
Il comandante bizantino di Aleppo, Gioacchino, affrontò i musulmani in campo aperto, confidando nella forza del suo esercito. Ma fu sconfitto dalle forze guidate da ʿIyāḍ b. Ghanm e Gioacchino decise quindi di ritirarsi dentro la roccaforte insieme ai suoi uomini. Egli molto audacemente lanciò molte sortite, per tentare di porre fine all'assedio, ma senza risultati. Senza segni di alcun aiuto da parte dell'imperatore bizantino, Eraclio I, che non poteva inviare forze in suo soccorso, a ottobre del 637, i bizantini decisero di negoziare la pace con gli arabi. Gioacchino sì sarebbe convertito all'Islam insieme a 4000 soldati bizantini e divenne un leale generale dell'esercito musulmano.

## Conseguenze
Abu 'Ubayda ibn al-Jarràh inviò una colonna, comandata da Malik ibn al-Ashtar per prendere Azaz sulla rotta della Turchia orientale. Malik, assistito da Gioacchino, catturò Azaz e firmò un patto con gli abitanti locali per poi tornare ad Aleppo. La conquista di Azaz fu essenziale per garantire che nessuna grande forza bizantina rimanesse a nord di Aleppo, in posizione tale da poter colpire le retroguardie dei musulmani. Non appena Malik b. al-Ashtar rientrò con l'esercito, Abū ʿUbayda marciò verso ovest per catturare Antiochia, che cadde dopo la battaglia del ponte di ferro, il 30 ottobre del 637.